# Cristian Nemescu
Cristian Nemescu (* 31. März 1979 in Bukarest; † 24. August 2006 ebenda) war ein rumänischer Filmregisseur.
Nemescu graduierte 2003 an der Theater- und Filmakademie in Bukarest. Im letzten Jahr seiner Studienzeit drehte er den Kurzfilm C-Block Story, der mehrere Auszeichnungen erhielt. Für 2007 plante er seinen ersten Spielfilm California Dreaming mit Armand Assante. Weitere Spielfilmprojekte waren The lamp with a hat,To Kill a Killer, Heaven, und Human & Bread.
Er starb zusammen mit dem Tongestalter Andrei Toncu in Bukarest am 24. August 2006 bei einem Verkehrsunfall. Nemescu war der Sohn des rumänischen Komponisten Octavian Nemescu.

## Auszeichnungen
- 2003 NYU International Student Film Festival - #1 Platz C-Block Story
- 2004 European Film Academy Awards - Nominierung bester Kurzfilm C-Block Story
- 2006 Cannes - Marilena From Block P7
- 2007 Cannes - Un Certain Regard California Dreamin'(endless)